# Cyrtotria nyasae
Cyrtotria nyasae är en kackerlacksart som beskrevs av Robert Walter Campbell Shelford 1908. Cyrtotria nyasae ingår i släktet Cyrtotria och familjen jättekackerlackor.
Artens utbredningsområde är Malawi. Inga underarter finns listade i Catalogue of Life.